# Julio Donadille
Julio Donadille fue un actor de cine mudo argentino.

## Carrera
Dueño de un rostro hecho para la actuación, se lució durante la década de 1920 en varias películas bajo la mano de directores de la talla de José Agustín Ferreyra, Carlo Campogagliani, Rafael Parodi y Leopoldo Torres Ríos. Compartió escenarios con futuras primeras intérpretes de teatro y cine nacional argentino como Elsa O'Connor, Felipe Farah, Amelia Mirel, Mary Clay, Percival Murray, Chita Foras y María Turgenova.
Luego, con el advenimiento del cine sonoro, su imagen se fue desapareciendo del medio artístico.

## Filmografía
- 1928: La machera del tango
- 1925: La mujer de medianoche (La esposa del soltero)
- 1925: El organito de la tarde
- 1925: Muñecos de cera
- 1925: Mi último tango
- 1925: Empleada se necesita
- 1924: Mientras Buenos Aires duerme